# Song Myung-geun
Song Myung-geun (coreano: 송명근; Cheonan, 12 marzo 1993) è un pallavolista sudcoreano, schiacciatore degli OK Okman.

## Carriera
La carriera di Song Myung-geun inizia nei tornei scolastici sudcoreani, giocando per la Songlim High School, prima di giocare a livello universitario con la Kyonggi University; nel 2013 riceve le prime convocazioni in nazionale, vincendo la medaglia d'argento al campionato asiatico e oceaniano 2013.
Nella stagione 2013-14 fa il suo esordio da professionista in V-League, selezionato come quarta scelta al primo turno dal Rush & Cash Vespid, venendo peraltro eletto MVP 4º round; con la nazionale vince la medaglia d'oro alla Coppa asiatica 2014. Nella stagione seguente col suo club, ora rinominato OK Savings Bank, si aggiudica lo scudetto, venendo premiato come miglior giocatore delle finali, e il V.League Top Match.
Nel campionato 2015-16 vince il suo secondo scudetto consecutivo, insignito in questo caso del premio di miglior schiacciatore.

## Palmarès

### Club
- Campionato sudcoreano: 2

2014-15, 2015-16
- V.League Top Match: 1

2015

### Nazionale (competizioni minori)
- Coppa asiatica 2014

### Premi individuali
- 2014 - V-League: MVP 4º round
- 2015 - V-League: MVP delle finali play-off
- 2016 - V-League: Miglior schiacciatore
- 2019 - Coppa KOVO: Most Impressive Player
- 2020 - V-League: MVP 1º round